# Emanuel Filibert van Savoye-Carignano
Emanuel Filibert van Savoye (Turijn, 20 augustus 1628 – aldaar, 23 april 1709) was prins van Carignano van 1656 tot zijn dood in 1709. Hij was een zoon van prins Thomas Frans en Maria van Bourbon-Soissons.
Op 7 november 1684 huwde hij te Racconigi met Angelica Catharina d'Este (1656–1722), een kleindochter van Cesare d'Este, hertog van Modena en Reggio. Uit dit huwelijk werden vier kinderen geboren:
- Isabella Louise (Turijn, 10 maart 1687 – Savigliano, 2 mei 1767); zij sloot drie morganatische huwelijken: (1) ∞ Alfonso Taparelli († vóór 1730), graaf van Lagnasco; (2) ∞ Eugenio Cambiano († vóór 1755), graaf van Ruffia; (3) ∞ Carlo Biandrate, graaf van San Giorgio
- Maria Victoria (Turijn, 12 februari 1688 – Fossano, 18 april 1763); ∞ (morganatisch) 7 september 1721 Giuseppe Malabaila († Fossano 1735)
- Victor Amadeus I (1690–1741), prins van Carignan; ∞ (1714) Victoria Francisca van Savoye (1690–1766)
- Thomas Filips Gaston (Turijn, 10 mei 1696 – aldaar, 12 september 1715)